# Wu-Experiment
Das Wu-Experiment wurde 1956 von der chinesisch-amerikanischen Physikerin Chien-Shiung Wu in Zusammenarbeit mit der Tieftemperaturgruppe des National Bureau of Standards durchgeführt, um die Paritätserhaltung bei der schwachen Wechselwirkung experimentell zu überprüfen.
Festgestellt wurde, wie es von Tsung-Dao Lee und Chen Ning Yang im Gegensatz zur herrschenden Lehre vermutet worden war, dass bei der schwachen Wechselwirkung die Paritätserhaltung nicht gilt (Paritätsverletzung).

## Vorgeschichte
1927 wurde von Eugene Paul Wigner die Paritätsquantenzahl als Symmetrieeigenschaft der Wellenfunktionen der Zustände des Atoms eingeführt. Bei physikalischen Vorgängen, die in gespiegelter Form genau so ablaufen würden, bleibt diese Quantenzahl erhalten. Dabei galt als sicher, dass es davon überhaupt keine Ausnahme gibt.
1956 veröffentlichten Tsung-Dao Lee und Chen Ning Yang jedoch die Vermutung, dass bei der schwachen Wechselwirkung – im Gegensatz zur Gravitation, zur starken und zur elektromagnetischen Wechselwirkung – die Parität nicht erhalten bleibt. Dabei hatten sie auch mehrere spezielle Experimente vorgeschlagen.

## Das Experiment

### Aufbau und Durchführung
60Co-Atomkerne werden bei einer Temperatur von etwa 10 mK magnetisch so ausgerichtet, dass ihre Spins in eine Vorzugsrichtung zeigen (nämlich parallel zum Magnetfeld, also in positive z-Richtung). Das betrachtete Cobalt-Isotop zerfällt in einem Beta-Minus-Zerfall zu Nickel-60:
{\displaystyle {}_{27}^{60}{\text{Co}}\rightarrow {}_{28}^{60}{\text{Ni}}^{*}+\mathrm {e} ^{-}+{\bar {\nu }}_{\mathrm {e} }.}
Der Mutterkern hat die z-Komponente des Spins Sz = +5, der (angeregte) Tochterkern Sz = +4. Das entstehende Elektron und das Antineutrino tragen jeweils Spin S = 1/2. Wegen der Drehimpulserhaltung zeigen ihre Spins also beide in die Spinrichtung des Cobaltkerns und liegen damit parallel zum Magnetfeld.

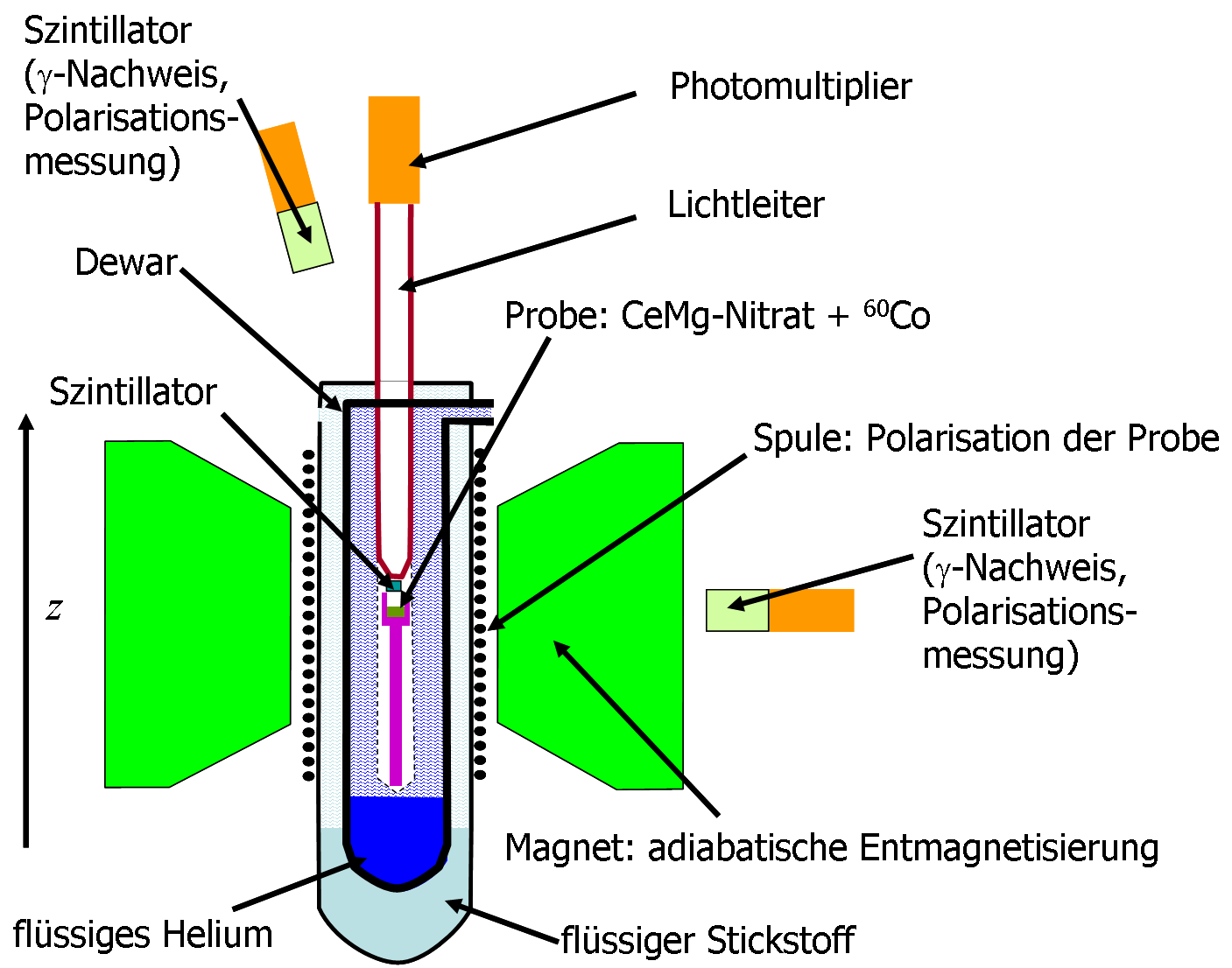
Schematische Darstellung des Aufbaus des Wu-Experiments.

Die experimentelle Herausforderung bei diesem Experiment lag darin, eine möglichst hohe Spinpolarisation der 60Co-Kerne zu erzielen. Aufgrund des – im Vergleich zu Elektronen – sehr geringen magnetischen Moments der Kerne sind extrem niedrige Temperaturen und hohe Magnetfelder notwendig, die ausschließlich durch  Kühlung mit flüssigem Helium und Einsatz einer Spule nicht zu erzielen waren. Dies gelang aber mit Hilfe der Gorter-Rose-Methode, die bereits 1953 erfolgreich mit 60Co-Kernen demonstriert worden war.
Dazu wurden 60Co-Kerne in ein paramagnetisches Salz (CeMg-Nitrat) eingelagert, das einen stark anisotropen g-Faktor hat und in einem Kryostaten durch flüssiges Helium und Abpumpen von gasförmigem Helium bei einer Temperatur von ca. 1,2 Kelvin gehalten wurde. Zunächst wurde das Salz durch ein Magnetfeld entlang der Achse mit dem größeren g-Faktor magnetisiert und anschließend adiabatisch entmagnetisiert, woraus eine Temperatursenkung auf ca. 0,003 Kelvin resultierte. Anschließend wurde das Salz entlang der Richtung des niedrigen g-Faktors (z-Richtung) magnetisiert, wodurch nur ein vernachlässigbarer Temperaturanstieg hervorgerufen wurde. Aufgrund der Polarisation der Elektronenhülle der Cobalt-Ionen und des damit verbundenen Magnetfeldes liegt ein deutlich höheres Magnetfeld in Kernnähe vor, so dass ein Polarisationsgrad der 60Co-Kerne von ca. 60 % erreicht wurde. Der 60Co-Polarisationsgrad kann über die Anisotropie der vom angeregten Tochterkern 60Ni emittierten Photonen ermittelt werden (Zerfallskaskade: 4+ → 2+ → 0+ ).
Nun wird mit einem Detektor die Anzahl der emittierten Elektronen (d. h. die Beta-Strahlung) in negativer z-Richtung gemessen, einmal mit Magnetfeld in +z-Richtung, einmal entgegengesetzt. Wegen der Drehimpulserhaltung müssen die Spins von Elektron und Neutrino in Richtung des ursprünglichen 60Co-Spins zeigen. Damit legt das äußere Magnetfeld auch die Spin-Richtung der emittierten Elektronen und Neutrinos fest – allerdings nur zu einem gewissen Grad, der dem Polarisationsgrad der Cobalt-Kerne entspricht.
Man muss nun unterscheiden (die horizontalen Pfeile deuten die Orientierung zur z-Richtung an):
- Feld in +z-Richtung: Die Kernspins sind in positiver z-Richtung ausgerichtet. Die in negativer z-Richtung detektierten Elektronen werden also entgegen der Richtung des 60Co-Spins und damit auch gegen die Richtung ihres Spins emittiert (d. h. mit negativer Helizität). Dies lässt sich folgendermaßen veranschaulichen (hier steht der Doppelpfeil für einen Spin-1/2-Anteil, die einfachen Pfeile für die Bewegungsrichtung):

{\displaystyle {\begin{array}{ccccccc}\Rightarrow \Rightarrow &&&&\Rightarrow &&\Rightarrow \\{}^{60}{\text{Co}}&\longrightarrow &{}^{60}{\text{Ni}}&+&\mathrm {e} ^{-}&+&{\bar {\nu }}_{\mathrm {e} }\\&&&&\longleftarrow &&\\\end{array}}}
- Feld in -z-Richtung: Nur die Kernspins sind nun entgegengesetzt polarisiert. In negativer z-Richtung werden also die Elektronen detektiert, die in Richtung des 60Co-Spins emittiert wurden, also mit positiver Helizität:

{\displaystyle {\begin{array}{ccccccc}\Leftarrow \Leftarrow &&&&\Leftarrow &&\Leftarrow \\{}^{60}{\text{Co}}&\longrightarrow &{}^{60}{\text{Ni}}&+&\mathrm {e} ^{-}&+&{\bar {\nu }}_{\mathrm {e} }\\&&&&\longleftarrow &&\\\end{array}}}
Die Umkehrung der Orientierung der Kernspins gegenüber der Geschwindigkeit der emittierten Elektronen entspricht einer Spiegelung, also der Paritätsoperation (vgl. Schraubenbewegung im Spiegel).
Wäre nun die Parität erhalten, so wären beide Szenarien gleich wahrscheinlich: Es würden genauso viele Elektronen in Richtung des Kernspins emittiert wie in Gegenrichtung. Wu stellte jedoch fest, dass deutlich mehr Elektronen antiparallel zur Spinrichtung der Kerne emittiert werden als parallel dazu. Der Unterschied hatte die theoretisch maximal mögliche Größe.
Der Grund ist, dass die Austauschbosonen der schwachen Wechselwirkung, die W-Bosonen, nur an linkshändige Teilchen (bzw. rechtshändige Antiteilchen) koppeln.

### Nachweisprinzip

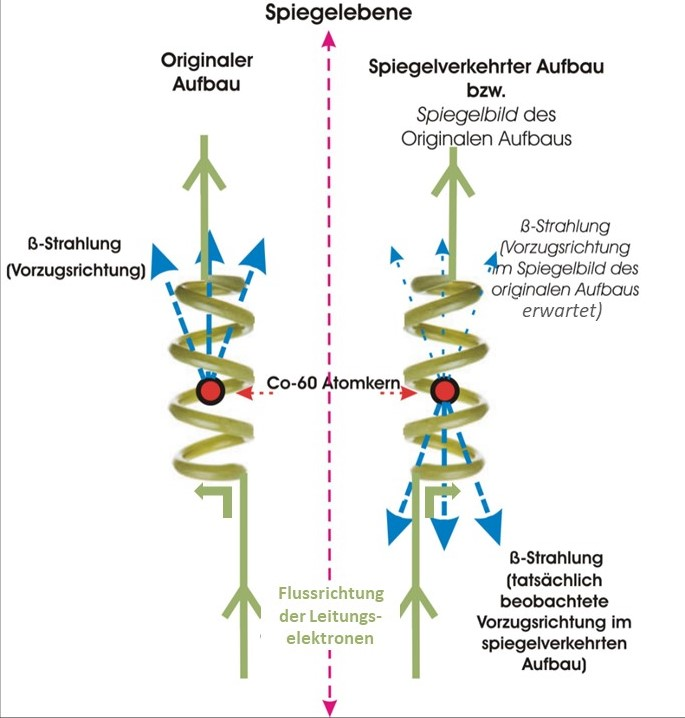
Prinzip des Nachweises
(Das Magnetfeld im Inneren der Wicklung verläuft im Original-Aufbau in positive z-Richtung / hier nach unten; im Spiegelbild und im spiegelverkehrten Aufbau jeweils in negative z-Richtung / hier nach oben.)

Entscheidend ist, dass sich der spiegelverkehrte Aufbau (d. h. nach der echten Paritätsoperation) anders verhält als das (nicht reale) Spiegelbild des Originalaufbaus (vgl. nebenstehende Abb.); würde sich der spiegelverkehrte Aufbau verhalten wie das Spiegelbild, so läge keine Paritätsverletzung vor, sondern Paritätserhaltung.
Die Vorzugsrichtung der Beta-Strahlung (emittierte Elektronen) weist im spiegelverkehrten Aufbau nicht mehr in negative, sondern in positive z-Richtung (in der Abb.: nach unten). Somit stimmen nach der Paritätsoperation die Hauptrichtungen von Bewegung und Spin (Magnetfeld) der meisten emittierten Elektronen wieder nicht überein, was – wie im Original-Aufbau – einer negativen bzw. linkshändigen Helizität entspricht.

## Das Resultat
Die Verletzung der Parität ist keine kleine Korrektur, sondern maximal bei der schwachen Wechselwirkung. Sie ist sozusagen eines ihrer Kennzeichen. Eine Erklärung fand sie bald darauf in der V-A-Theorie der schwachen Wechselwirkung.
Das Wu-Experiment wurde kurz darauf auch in anderen Systemen wie dem Myonen-Zerfall bestätigt (die Experimente von Wu einerseits, Richard L. Garwin, Leon M. Lederman und Marcel Weinrich sowie von Vince Telegdi standen damals in Konkurrenz auf der Suche nach einem experimentellen Beweis der Paritätsverletzung). Später zeigte das Goldhaber-Experiment, dass es nur linkshändige Neutrinos und rechtshändige Antineutrinos gibt.
Nachdem die Verletzung der Raumspiegelungssymmetrie P gezeigt worden war, nahm man noch an, dass der Operator CP, die Kombination aus Raumspiegelung und Ladungsvertauschung, eine ungebrochene Symmetrie ist, bis auch hier eine Verletzung festgestellt wurde, die CP-Verletzung beim Kaon-Zerfall.
Die kombinierte Symmetrie CPT hingegen (T für Time bezeichnet die Zeitumkehr) ist in allen Wechselwirkungen erhalten. So lautet die Aussage des CPT-Theorems, das im Rahmen der Quantenfeldtheorie bewiesen werden kann.